# Феськов, Александр Михайлович
Александр Михайлович Феськов (17 февраля 1959, Алчевск) — украинский врач, доктор медицинских наук, профессор, акушер-гинеколог высшей категории, врач УЗД, член Европейской ассоциации репродукции человека (ESHRE), член правления Украинской ассоциации репродуктивной медицины.

## Биография
В 1982 году окончил с отличием лечебный факультет Харьковского медицинского института.
1982—1983 гг. проходил одногодичную интернатуру по специальности акушерство и гинекология на базе 1-й городской клинической больницы г. Харькова.
С 1983 по 1986 г. работал врачом акушером-гинекологом 12-й больницы г. Харькова.
С 1986 по 1988 год проходил обучение в клинической ординатуре на кафедре акушерства гинекологии лечебного факультета ХМИ.
С 1988 по 1990 год проходил обучение в аспирантуре на той же кафедре, по окончании которой защитил кандидатскую диссертацию.
С 1990 г. по 2005 г. работал ассистентом кафедры акушерства и гинекологии № 1 Харьковского государственного медицинского университета.
В 2002 году защитил докторскую диссертацию по теме «Влияние индукторов стимуляции на состояние эндометрия в программах ВРТ».
С 2005 г. по 2012 г. работал профессором кафедры акушерства и гинекологии № 1 ХНМУ.
С 1995 года работает в области репродукции человека. Является директором Клиники профессора Феськова А. М.

## Научная деятельность
Стаж работы доктора Феськова в сфере репродуктивной медицины — 33 года. Основным направлением научной и практической деятельности является изучение репродуктивной системы человека, а именно — диагностика и лечение мужского и женского бесплодия. Благодаря многолетнему опыту работы и использованию новейших методик лечения, доктор Феськов и его клиника помогли избавиться от бесплодия не одной тысяче мужчин и женщин.
Доктор Феськов имеет высшую аттестационную категорию по специальностям: «Акушерство и гинекология», «Эндоскопия» и «Ультразвуковая диагностика».
Имеет 3 патента Украины на изобретение, а также патент США:
1. Method of stabilized reproduction for treatment of reduced-fertility women with irregularity of immune reaction.[2]
2. Методы лечения бесплодия человека.[3]
3. Диплом от INFOINVENT.[4]
4. Диплом от Фонда Развития Фундаментальных Наук России.[5]

### Конференции
Феськов А. М. неоднократно стажировался в ряде ведущих клиник Европы и США, выступал с докладами как на украинских, так и на международных конференциях:
- Ежегодная конференция украинского клуба эмбриологов, Харьков, 28 февраля — 1 марта 2014 г.
- 10-я конференция ALPHA 2014: наука и репродуктивная медицина, Анталья, 9-11 мая 2014 г.
- 30 ежегодная конференция Европейской ассоциации репродукции человека и эмбриологии (ESHRE) в Мюнхене, 29 июня — 2 июля 2014 г.
- Научно-практическая конференция «Урология. Андрология. Нефрология» в Харькове, 28-30 мая 2014 г.
- 2014 ASRM Annual Meeting, Гонолулу, 18-22 октября 2014 г
- 29 ежегодная конференция Европейской ассоциации репродукции человека и эмбриологии (ESHRE) в Лондоне, 7-10 июля 2013 г.
- Практический семинар с международным участием «Витрификация ооцитов и эмбрионов с использованием метода Cryo Tech в Москве, 28 сентября 2013 г.
- The 17th World Congress on Controversies in Obstetrics, Gynecology and Infertility (COGI), Вена, 24-27 октября 2013 г.
- Международный симпозиум по вопросам репродуктивной медицины „Теория и практика репродукции человека“, УАРМ, Львов, 30 мая — 1 июня 2013 г.
- 1st Joint Meeting of the Fertility Societies from lsrael and CIS countries: Russia,Ukraine,Kazakhstan and Belarus, Израиль, 25-26 апреля 2013 г.
- Научная конференция Американской ассоциации репродуктивной медицины (ASRM), Бостон, 12-17 октября 2013 г.
- Научно-практическая конференция с международным участием Ассоциации акушеров-гинекологов Украины „Репродуктивное здоровье: актуальные вопросы“, 25-27 сентября, 2013 г.
- 23 Международная конференция РАРЧ „Репродуктивные технологии сегодня и завтра“, Волгоград, 5 сентября 2013 г.
- The 17th World Congress on Controversies in Obstetrics, Gynecology and Infertility (COGI) в Лиссабоне, Португалия, 8-11 ноября 2012 г.[6]
- Конференция Американской ассоциации репродуктивной медицины (ASRM) в Сен-Диего, 20-24 октября 2012 г.[7]
- Міжнародний симпозіум з питань репродуктивної медицини „Від науки до практики“, 5-7 квітня 2012, Київ[8]
- 11th International Conference on Preimlantation Genetic Diagnosis[9]
- Международный семинар по предимплантационной диагностике (ПГД), 16 сентября 2011, Лондон[10]
- Международный семинар по Репродуктивной Медицине SHAPE, 27-28 сентября 2011 г., Брюссель[11]
- Ежегодная конференция американской Ассоциации Репродуктивной Медицины, 15-19 октября 2011, Орландо, штат Флорида[12]
- Международный форум по бесплодию, 11 ноября 2011, Мадрид.[13]
- Shape in-clinic meeting, University of Schleswig-Holsten, 6-7 october 2011, Lubeck[14]
- Международная научно-практическая конференция „Новое лицо гинекологической хирургии“, 6-8 декабря, г. Киев[15]
- Всеукраїнська науково-практична конференція з міжнародною участю „Допоміжні репродуктивні технології в лікуванні безпліддя. Три десятиліття IVF“, м. Київ[16]
- 2-й конгрес ASPIRE 2008, 6ий з'їзд PRSFS 2008, Сингапур
- Науково-практичний семінар „Репродуктивна хірургія“, м. Київ
- 11ий світовий конгрес „Альтернативи в акушерстві, гінекології та безплідді“, Париж, Франція
- 24-й щорічний з'їзд Європейської асоціації репродукції людини та ембріології, Барселона, Іспанія

С 2005 года является членом Европейской ассоциации репродуктологов и эмбриологов (ESHRE). Является действительным членом президиума Украинской ассоциации репродуктивной медицины, членом ассоциации акушеров-гинекологов Украины и России, Американской ассоциации репродуктивной медицины (ASRM).
За годы своей профессиональной деятельности сделал неоценимый вклад в лечение бесплодия, и на сегодняшний день продолжает активно работать над исследованием проблем, связанных с репродуктивной системой человека.

### Основные публикации
А. М. Феськов является автором более 200 научных работ, основанных на практических исследованиях:
2020 год
1. Severe male factor affects the blastocysts ploidy status. Human Reproduction — 2020. — Vol. 35, Supp. 1. — P. i155-i156 Abstracts of ESHRE virtual 36th Annual Meeting.[17]
2. Clinical applications of platelet-rich plasma in poor endometrium patients in IVF practice. Human Reproduction — 2020. — Vol. 35, Supp. 1. — P. i302 Abstracts of ESHRE virtual 36th Annual Meeting.
3. The Intrauterine transfer of peripheral blood mononuclear cells improves impantation rates in IVF patients with repeated impantation failure when the euploid embryos are transferred. IVF-Worldwide Online Congress in Reproductive Medicine, September 12-13, 2020: E-Abstract Book. — 2020. — P.16 (electronic poster 19).
4. Intrauterine administration of peripheral mononuclear cells and platelet-rich plasma in poor endometrium patients with repeated impantation failures. IVF-Worldwide Online Congress in Reproductive Medicine, September 12-13, 2020: E-Abstract Book. — 2020. — P. 15 (electronic poster 14).
5. Application of platelet-rich plasma in assisted reproductive techniques: ovarian rejuvenation therapy. GREM (Gynecological and Reproductive Endocinology & Metabolism): Book of abstracts of Gynecological Endocrinology the 19th World Congress. — 2020. — Vol. 1. — Suppl. 1. — P. 244.
6. Can nuclear transfer improve IVF outcome in women with elevated follicle stimulating hormone (FSH) level (Gynecological and Reproductive Endocinology & Metabolism): Book of abstracts of Gynecological Endocrinology the 19th World Congress.

2019 год
1. Особливості проведення передімплантаційної генетичної діагностики ембріонів, отриманих від чоловіків з вираженим порушенням сперматогенезу Вісник проблем біології і медицини. — 2019. — Вип. 1, том 2 (149). — С. 234—237. DOI: 10.29254/2077-4214-2019-1-2-149-234-237.[18]
2. Preimplantation genetic testing for aneuploidies in IVF in patients with Y chromosome AZF-c microdeletion The 6th World Congress Controversies in Genetics; Ovarian Club XIV.
3. Особливості стану хромосомного аппарату подружжя при порушенні репродуктивної функції DOI: 10.26565/2075-5457-2019-33-6. Вісник Харківського національного університету імені В. Н. Каразіна. — 2019. — Том 33. — С. 41-47.

2018 год
1. A use of peripheral blood mononuclear cells in IVF practice: 2 years experience. Abstracts of the 34th Annual Meeting of the ESHRE, Barcelona, Spain 1 to 4 July 2018 (Hum. Reprod. — 2018. — Vol. 33, Suppl. 1. — P. i283 (Abstract book).[19]
2. Sperm DNA quality correlates with PGD results. Reproductive biomedicine online. — 2018. — Volume 36, Supplement 1, Page e40.
3. Advanced maternal age and IVF results after preimplantation genetic screening. The 26th World Congress on Controversies in Obstetrics, Gynecology & Infertility (COGI), November 23-25, 2018 London, UK.
4. Аналіз однонуклеотидних поліморфізмів G919A та A2039G гена FSHR у чоловіків з непліддям. Цитологія і генетика. — 2018, том 52, № 2, C. 58-66.[20]

2017 год
1. Однонуклеотидні поліморфізми G919A та A2039G гена FSHR у чоловіків з тяжкими формами непліддя. Український журнал медицини, біології та спорту. — 2017. — Т.1, № 3. — С. 179—188.
2. Результативность проведения циклов вспомогательных репродуктивных технологий (ВРТ) при азооспермии Урологія. Андрологія. Нефрологія: матеріали ювілейної конф., Харків, 5-6 жовтня 2017 р.- Х., 2017.- С. 119—120.

2016 год
1. In male infertility folate cycle genes variants associate with sperm aneuploidy and DNA fragmentation. ESHRE 2016, Abstract Book 2016 VOL 31, P. I 134 SUPP 1, Human Reproduction.
2. IVF outcomes and morphokinetics of embryos originating from testicular spermatozoa of men with follicle stimulating hormone receptor (FSHR) gene polymorphism. ESHRE 2016, Abstract Book 2016 VOL 31, P. I 159—160 SUPP 1, Human Reproduction.
3. Association of gene polymorphisms of folate metabolism with sperm aneuploidy in men with low reproductive function. Вісн. Укр. тов-ва генетиків і селекціонерів. — 2016. — Т. 14, № 1. — С. 72-78.
4. FSHR Gene Polymorphisms Causes Male Infertility Open Journal of Genetics. — 2016. — № 6. — P. 1-8.[21]

2015 год
1. Анализ полиморфных вариантов G919A и A2039G гена FSHR у мужчин со сниженной фертильностью в восточно-украинской популяции. Вестник проблем биологии и медицины. — 2015. — Т.1, № 124. — с. 182—187.
2. In male factor infertility, the sperm aneuploidies of chromosomes 16 and 18 correlate with polymorphism of follicle-stimulating hormone receptor ESHRE 2015, Abstract Book 2015 VOL 30, P. 156 (P-077), SUPP 1 I, Human Reproduction.
3. Blastocyst formation rates depend on the level of aneuploidies in sperm ASRM 2015, ASRM Abstracts, Fertility & Sterility, Vol. 104, No. 3, Supplement.

2014 год:
1. Sperm DNA fragmentation as a factor of male low reproductive function in IVF practice. International Journal of Biology, Vol. 6, No. 1, 2014, з. 75-81.[22]
2. Влияние дозы рекомбинантного ФСГ и уровня эстрадиола на морфокинетику эмбрионов и результат ЭКО у женщин с гиперандрогенией: Тринадцатые Данилевские чтения. Материалы научно- практической конференции с международным участием. — Харьков, 2014. С 144.
3. Peripheral blood mononuclear cells composition in the autoimmune infertility treatment in IVF practice. Conference: 13. Cesco-Slovenska Konference. — November 2014.[23]
4. In male factor infertility, the level of DNA fragmentation in sperm correlates with polymorphism of follicle-stimulating hormone receptor. Conference: ESHRE 2014. — July 2014.[24]

2013 год: 
1. Sperm aneuploidies and sperm DNA fragmentation for patients with polymorphisms in folate cycle genes MTHFR and MTRR (это для ESHRE). COGI, 2013, P22.
2. Investigation of MTHFR and MTRR genetic polymorphisms in men with high level of sperm DNA fragmentation. F&S ,sept. 2013, P 979,s430.
3. Влияние уровня прогестерона в циклах стимуляции овуляции на качество эмбрионов и наступление беременности в программах ЭКО у женщин с различным андрогенным статусом: Двенадцатые Данилевские чтения. Материалы научно- практической конференции с международным участием, Харьков, — 2013. С 127—128.
4. Аллельные полиморфизмы генов фолатного обмена у мужчин со сниженной репродуктивной функцией: Проблемы репродукции 1/2013, с 70-72.
5. Peculiarities of early embryo development in women with polycystic ovarian syndrome. Reproductive Medicine and Beyond: 5th Int. Congress, Seville, Spain, April 4-6, 2013.- Seville. — P.34-35.
6. IVF outcomes and embryo morphokinetics in women with polycystic ovarian syndrome. ESHRE, London, 2013.
7. Результат лечения метом ВРТ после переноса эмбриона после ПГД с использованием системы наблюдения time lapse: УАРЧ, Волгоград, 2013.
8. Витрификация овариальной ткани как метод сохранения ооцитов ранних стадий развития: УАРЧ, Волгоград 2013.
9. Целесообразность оперативного лечения пациенток с эндометриоидными кистами перед программой ЭКО: УАРЧ, Волгоград, 2013.
10. Значение микросальрингоскопии в выборе тактики лечения женщин с трубным бесплодием: Здоровье женщины. — 2013. -№ 4(80).- С.139-140.
11. Результативность лечения пациенток с тромбофилиями в программах ВРТ: Здоровье женщины. — 2013. -№ 4(80).- С.147-148.
12. Витрификация овариальной ткани как метод сохранения ооцитов ранних стадий развития. Проблемы репродукции № 5 , 2013, с 64-65.

2012 год:
1. Исследование анеуплоидий хромосом х, у, 18, 21 в ядрах сперматозоидов у мужчин с астено- и олигоастенозооспермией. Проблемы репродукциию. −2012. -№ 1. — С. 77-78
2. Вплив метаболічної активності фолікулярної рідини на якість ооцитів та результат запліднення in vitro у жінок із синдромом полікістозних яєчників. Досягнення та перспективи експериментально і клінічної ендокринології (Одинадцяті Данилевські читання): Матеріали науково-практичної конференції з міжнародною участю, — Харків, 1-2 березня 2012. — С. 120—121.
3. Blastocyst formation rate for aneuploidy and euploid embryos in IVF cycles. Reproductive BioMedicine Onlin. — 2012 — P. 52 (68)
4. Анализ корреляции между аномалией морфологии и наличием хромосомных нарушений в ядрах сперматозоидов у мужчин с астено-, олиго- и тератозооспермией. Таврический медико-биологический вестник. — 2012. — том 15, № 2, ч. 2 (58). -С. 191—193
5. Эхографическое сопровождение 1 триместра беременности в семьях с нарушением репродуктивной функции. Таврический медико-биологический вестник. — 2012. — том 15, № 2, ч. 1 (58). -С. 74-76
6. Уровень прогестерона и прогноз наступления беременности в циклах контролируемой стимуляции овуляции. Таврический медико-биологический вестник. — 2012. — том 15, № 2, ч. 1 (58). -С. 322—323
7. Связь антимюллерова гормона с уровнем эстрадиола и фертилизационным потенциалом ооцитов у женщин разного возраста с синдромом поликистозных яичников в циклах оплодотворения in vitrо. „Єндокринна патологія у віковому аспекті“ Харьков 1-2 ноября 2012 стр 78-79
8. Исследование содержания анеуплоидных сперматозоидов и сперматозоидов, несущих фрагментированную ДНК , у мужчин с повышенным содержанием незрелых сперматозоидов в эякуляте. Вестник Харьковского національного университета имени Каразина. Серия : біологія стр 107—108

2011 год:
1. The influence of intrauterine administration of peripheral blood mononuclear cells on implantation rates in „fresh“ and „cryo“ IVF programs. Світ медицини та біології. — 2011. -№ 3. — С. 132—134.[25]
2. Преимплантационная генетическая диагностика эмбрионов пациентов с наличием анеуплоидий в ядрах сперматозоидов по хромосомам 18, 21,Х, Y. Проблемы репродукции.. — № 3. — 2011. — С. 80-81
3. Влияние гиперандрогении на морфологию ооцитов, эмбрионов и частоту хромосомной патологии в циклах экстракорпорального оплодотворения. Вісник проблем біології і медицини. — 2011. — Випуск 2, Т.1. — С 171—175
4. Внутриматочное введение мононуклеарных клеток крови в циклах ЭКО при переносе свежих и витрифицированных эмбрионов. Репродуктивные технологии сегодня и завтра. Материалы XXI Международной конференции Российской ассоциации репродукции человека (8-10 сентября 2011., Санкт-Петербург). -Санкт-Петербург, 2011. — С. 67-68
5. Разработка методов неинвазивной пренатальной диагностики (НПД) при встпомогательной репродукции. Репродуктивные технологии сегодня и завтра. Материалы XXI Международной конференции Российской ассоциации репродукции человека (8-10 сентября 2011., Санкт-Петербург). — Санкт-Петербург, 2011. — С. 139—140
6. Использование физиологического ИКСИ (picsi) в ВРТ. Репродуктивные технологии сегодня и завтра. Материалы XXI Международной конференции Российской ассоциации репродукции человека (8-10 сентября 2011., Санкт-Петербург). — Санкт-Петербург, 2011. — С. 55-56
7. Влияние генотипических стей бесплодных супружеских пар на эффективность экстракорпорального оплодотворения. Досягнення та перспективи експериментально і клінічної ендокринології (Десяті Данилевські читання): Матеріали науково-практичної конференції з міжнародною участю, — Харків, 3-4 березня 2011. — С. 32-34.
8. Модифицированный протокол контролируемой стимуляции овуляции у женщин со сниженным овариальным резервом в программах ВРТ. Таврический медико-биологический вестник. — Т.14. — № 14. — 2011. — С. 241—243[26]
9. Преимплантационная генетическая диагностика эмбрионов пациентов с наличием хромосомных анеуплоидий в ядрах сперматозоидов по хромосомам Х, Y, 18. Вісник проблем біології і медицини. — 2011. — Вип. 1. — С. 259—261
10. Влияние гормонального профиля фолликулярной жидкости на результат оплодотворения in vitro в зависимости от андрогенного статуса женщин. Досягнення та перспективи експериментально і клінічної ендокринології (Десяті Данилевські читання): Матеріали науково-практичної конференції з міжнародною участю, — Харків, 3-4 березня 2011. — С. 114—115.

2010 год:
1. Оптимізація ведення вагітності після застосування допоміжних репродуктивних технологій. Труды Крымского государственного медицинского университета им. С. И. Георгиевского. Проблемы, достижения и перспективы развития медико-биологических наук и практического здравоохранения, 2010, Том 148, часть 3, С. 134—135.
2. Impact of preimplantation genetic diagnosis on assisted reproductive technologies results. Reproductive BioMedicine Onlin. — 2010 — P. 79 (176)
3. Влияние микроокружения ооцитов на результат экстракорпорального оплодотворения при гиперандрогении. Пробл. эндокрин. патологи.- 2010.- № 3.- С. 57-63.
4. Преимплантационная генетическая диагностика эмбрионов пациентов с анеуплоидиями сперматозоидов. Репродуктивные технологии сегодня и завтра: ХХ ежегодная междунар.конф. РАРЧ., Нижний Новгород, 6-8 сент.2010 г.- Нижний Новгород,2010.-С.30.
5. Influence of intrauterine transfer of peripheral blood mononuclear cells on embryos» implantation rates in patients after infertility curing by method of IVF. J. Repod. Med. & Endocrinol.. −2010.- Vol. 7, N 4 .- P.320-321.
6. Hormonal microsurroundings and oocytes fertilization potential in women with hyperandrogenia in dependence on the outcome of IVF cycles. J. Reprod. Med. & Endocrinol.- −2010.- Vol. 7, N 4. — P.298.
7. Influence of peripheral blood mononuclear cells intrauterine transfer on implantation rates in patients with unsuccessful IVF cycles. Hum.Reprod. −2010.- Vol. 25, Suppl. 1. -.- P. 216.
8. Oocytes hormonal microsurroundings, fertilization potential and mbryos morphometric parameters in women with different androgenic state at IVF cycles. Hum.Reprod. −2010.- Vol. 25, Suppl. 1. — P. I188.
9. Особенности микроокружения ооцитов и морфологии эмбрионов при экстракорпоральном оплодотворении у женщин с гиперандрогенией. Вісник проблем біології і медицини. −2010.- Вип. 2. С. 133—139.
10. Клинический опыт применения пессария колпексин в клинике хронической тазовой боли. Проблемы, достижения и перспективы развития медико-биологических наук и практического здравоохранения. Труды Крымского государственного медицинского университета им. С. И. Георгиевского, 2010, Том 149, часть 3. — С. 208—209.[27]
11. Роль фертилоскопии в проблеме лечения женского бесплодия. Проблемы, достижения и перспективы развития медико-биологических наук и практического здравоохранения. Труды Крымского государственного медицинского университета им. С. И. Георгиевского, 2010, Том 149, часть 3. — С. 205—207.
12. Подготовка пациенток с синдромом поликистозных яичников к программе ЭКО. Проблемы, достижения и перспективы развития медико-биологических наук и практического здравоохранения. Труды Крымского государственного медицинского университета им. С. И. Георгиевского, 2010, Том 149, часть 4. — С. 197—199.[28]
13. Особенности течения и исходы беременностей у пациенток после ЭКО в зависимости от вида бесплодия. Проблемы, достижения и перспективы развития медико-биологических наук и практического здравоохранения. Труды Крымского государственного медицинского университета им. С. И. Георгиевского. — 2010, Том 149, часть 3. — С. 201—204.[29]
14. Исследование влияния внутриматочного введения мононуклеарных клеток периферической крови на частоту имплантации эмбриона у пациенток при лечении бесплодия методом ЭКО. Журнал «Вісник проблем біології а медицини»
15. Прогностическая ценность исследования овариального кровотока при контролируемой стимуляции овуляции. Досягнення та перспективи експериментально і клінічної ендокринології (Дев’яті Данилевські читання): Матеріали науково-практичної конференції з міжнародною участю, — Харків, 2-3 березня 2010. — С. 141.
16. Особенности гормонального и антиоксидантного микроокружения ооцитов женщин с гиперандрогенией. Досягнення та перспективи експериментально і клінічної ендокринології (Дев’яті Данилевські читання): Матеріали науково-практичної конференції з міжнародною участю, — Харків, 2-3 березня 2010. — С. 125—127.
17. Influence of intrauterine transfer of peripheral blood mononuclear cells on embryos' implantation rates in patients after infertility curing by method of IVF. IFFS2010 20th World Congress on Fertility and Stirility. September 12-16, 2010, Munch, Germany. Medicine and Endocrinology Reproductive. — 2010. — № 4. — P. 320—321.
18. Hormonal Microsurroundings and Oocytes Fertilization Potential in Women with Hyperandrogenia in Dependence on the Outcome of IVF Cycles. IFFS2010 20th World Congress on Fertility and Stirility. September 12-16, 2010, Munch, Germany. Medicine and Endocrinology Reproductive. — 2010. — № 4. — P. 298